# Inga Marte Thorkildsen
Inga Marte Thorkildsen (née le 2 juillet 1976 à Oslo) est une politicienne norvégienne (SV).
Thorkildsen a grandi à Stokke et possède une maîtrise en histoire religieuse et en sciences politiques, avec un semestre sur le Moyen-Orient et un sur l'Afrique du Nord (2000). Elle a travaillé comme journaliste indépendante pour Tønsbergs Blad 1993–1997, pour Kelly Vikarbyrå 1997–1998 et comme représentante du service client chez Fjellinjen A / S 1998–2000. Elle était l'une des deux principales candidates pour la jeunesse socialiste avant la réunion nationale de 1999, mais a perdu contre la membre du conseil central Kari-Anne Moe.

## Conseillère municipale d'Oslo
Depuis le 21 octobre 2015, elle est membre du conseil municipal d'Oslo, d'abord comme conseillère municipale déléguée aux personnes âgées, la santé et les services sociaux, et depuis le 19 décembre 2017 comme conseillère municipale déléguée à l'éducation et la connaissance.

## Députée et ministre
Elle a représenté le Vestfold au Storting de 2001 à 2013. Elle a également été vice-présidente de SV de 2012 à 2015. Le 23 mars 2012, elle est nommée ministre de l'Enfance, de l'Égalité et de l'Inclusion sociale dans le deuxième gouvernement de Jens Stoltenberg jusqu'au changement de gouvernement après les élections législatives de 2013. Elle est députée au Storting depuis 2001. Aux élections de 2013, elle n'a pas été réélue. Au cours de la période 2005-2009, elle a siégé à la commission de l'énergie et de l'environnement et a été la porte-parole de l'accord sur le climat au sein de la commission de l'énergie et de l'environnement du Storting.

## Travail au Storting
Elle a participé à différentes commissions :
- 2009-2013 membre de la commission des finances
- 2005-2009 membre de la commission pour la santé et les soins
- 2001-2005 membre de la commission pour la justice
- 2001-2005 membre suppléant du Comité de nomination